# Ava Mind
Ava Mind, parfois typographié AVAMind, de son prénom Ava, née le 1er mars 1992 et originaire de Toulouse est une streameuse, vidéaste web et disc jockey française.

## Biographie
Originaire de Toulouse, Ava naît le 1er mars 1992.
À 22 ans, elle quitte Toulouse pour Paris où elle travaille dans un magasin de chaussettes. Elle y devient directrice de magasin. En parallèle, elle se lance dans l'audiovisuel et devenir cheffe opératrice sur des plateaux de publicité,.

## Carrière

### Streaming
Elle commence alors le streaming en 2019, poussée par son compagnon de l'époque,. C'est durant la pandémie de Covid-19 qu'elle se lance sur Twitch plus sérieusement, en jouant à des jeux vidéo,. 
Elle connaît le succès en avril 2021, lorsqu'elle participe au serveur roleplay sur le jeu Grand Theft Auto V « GTA RPZ », organisé par ZeratoR. Elle participe notamment à l'émission Popcorn, animée par le streameur Domingo. 
En 2022, elle participe au ZEvent, édition durant laquelle elle récolte 123 531 € grâce à sa cagnotte,. 
En octobre 2022, afin de remercier le travail des modérateurs et modératrices qui s'occupent de sa chaîne Twitch, elle créé le Modoctober. Toutes les donations faits durant le mois d'octobre sont répartis équitablement entre ses modérateurs. 
Ava participe à la deuxième édition du Culture Clash au Grand Rex, jeu de culture générale organisé par le streameur Etoiles. 
En janvier 2025, elle participe au Stream For Humanity, événement caritatif organisé par AmineMaTue. Les dons sont reversés à Médecins sans frontières pour les victimes des conflits en Palestine, au Liban, en République démocratique du Congo et au Soudan. 

### Musique
Ava mixe de la trap, de l'électro, de la techno et de la bass music.
En 2023, elle comment à mixer. En novembre de la même année, elle mixe au Rex Club, lieu emblématique de la musique house à Paris, sur invitation du DJ et producteur Asdek,. Elle propose à cette occasion un mix de presque une heure en collaboration avec Asdek dans les styles techno et drum and bass.
Suite à cette soirée au Rex Club, le duo se lance en 2024 dans une tournée en France. Le succès de cette première tournée amène le duo à se lancer dans une seconde, en avril 2025. Le duo se produit lors du festival Mégascène, à Saint-Colomban.
En mars 2025, Ava Mind joue au Bikini, à Toulouse, où elle passait ses week-ends d'adolescence,.